# Поверніть наші велосипеди

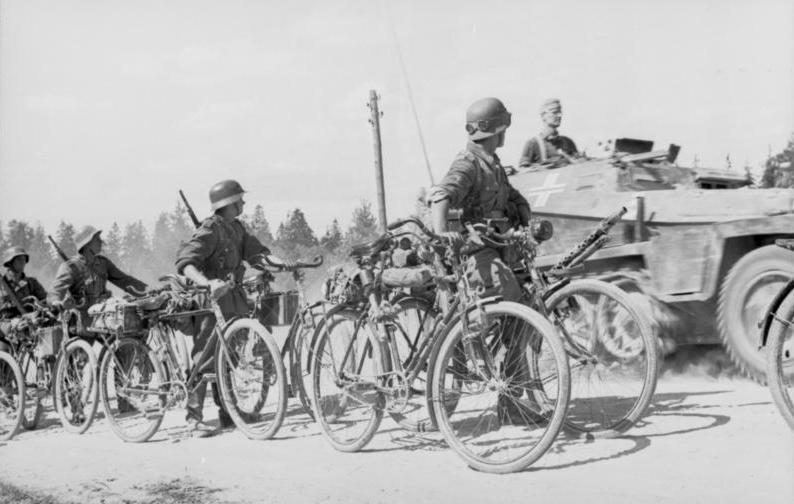
Війська Вермахту з велосипедами Truppenfahrrad, Східний фронт, 1941

Поверніть наші велосипеди (нід. Eerst mijn fiets terug) — нідерландська промовка, яка вказує на конфіскацію велосипедів в Нідерландах під час німецької окупації у Другій світовій війні. У перші два десятиліття після війни вважається виразом антинімецьких настроїв. Після цього промовка набувала більш іронічної форми. Кричалку використовують нідерландські вболівальники під час матчів збірної Нідерландів та Німеччини. Існує версія, що промовку адресують заїжджим німецьким туристам.

## Історія
Промовка стосується ситуації, коли в липні 1942 року німецька армія за підтримки нідерландських колабораціоністів, особливо націонал-соціалістичних прихильників, — конфіскувала близько 100 000 велосипедів, що належали нідерландським громадянам. За деякі деколи сплачували компенсацію. Тільки 2 % велосипедів конфісковані нахабно. Під наказ Вермахту про конфіскацію потрапили громади з населенням понад 10 000 осіб. Конфісковувались не лише велосипеди; конфісковані також годинники, будівлі, машини, радіоприймачі, запаси міді, коні тощо. Сумарно, у Нідерландах конфісковано не більше одного з п'ятдесяти велосипедів. Проте, через втрату особистого майна, ця ситуація запам'яталась в пам'яті мешканців Нідерландців.

## Використання промовки
У перші роки після звільнення Нідерландів ця фраза використовувалася як бажання отримання репарацій від Німеччини. Нідерландці очікували від німців визнання своєї провини. У 1960-х роках, цей слоган використовувала молодіжна організація Прово під час весілля принцеси Беатрікс і німецького Клауса фон Амсберга.
З 1970-х років відбувся процес нормалізації, в якому промовка втратила своє політичне забарвлення. З дев'яностих років вона в основному використовується в засобах масової інформації як самоїдство, легкий ретроспективний погляд на те, як люди ставилися до війни. З німецької сторони ця фраза знаходила все більшого поширення. Наприклад, німецький художник Анді Ельснер 1995 року заявив, що хоче запропонувати перехожим Амстердама 50 відремонтованих велосипедів.